# Kim Mulkey
Kimberly Duane Mulkey, dal 1990 al 2006 coniugata Robertson, detta Kim (Santa Ana, 17 maggio 1962), è un'ex cestista e allenatrice di pallacanestro statunitense.
È membro del Naismith Memorial Basketball Hall of Fame dal 2020 in qualità di allenatrice.

## Carriera
Con gli Stati Uniti ha disputato i Campionati mondiali del 1983 e i Giochi olimpici di Los Angeles 1984.

## Palmarès

### Giocatrice
- 2 volte campione NCAA Division I (1981, 1982)

### Allenatrice
- 4 volte campione NCAA Division I (2005, 2012, 2019, 2023)
- Naismith College Coach of the Year (2012)
- 2 volte Associated Press College Basketball Coach of the Year (2012, 2019)